# Большие Логуновы
Большие Логуновы — деревня в Слободском районе Кировской области в составе Ленинского сельского поселения.

## География
Находится на расстоянии примерно менее 2 км на запад от поселка Вахруши.

## История
Известна с 1678 года как деревня Лагуновская с 3 дворами. В 1764 отмечалась как монастырская вотчина Успенского Трифонова монастыря с 50 жителями. В 1873 году здесь было учтено дворов 11 и жителей 73, в 1905 14 и 81, в 1926 14 и 63, в 1950 16 и 71. В 1989 проживал 151 человек.. 

## Население
Постоянное население  составляло 116 человек (русские 96%) в 2002 году, 139 в 2010.